# 叡山站 (江若鐵道)
叡山站（日语：／ Eizan eki */?）是位於滋賀縣大津市下阪本，江若鐵道的鐵路車站（廢站）。

## 歷史
在1921年（大正10年），江若鐵道首個區間開通時，此站啟用。當時首個開通區間為三井寺至叡山之間，全長約6.0公里，而此站是首個開通區間的終點。在路線啟用翌日起，比叡山延曆寺舉行開祖最澄逝世1100年活動。這次開業能讓參詣客使用江若鐵道前往該處。在2年後的1923年（大正12年），路線延伸至雄琴。
在線內，此站與鄰站日吉站都是比叡山參詣路線的玄關口。
江若鐵道在1969年（昭和44年）10月31日結束營業，車站在翌日11月1日廢除。

### 年表
- 1921年（大正10年）3月15日：江若鐵道三井寺至此站之間開通，此站啟用[8][9]。
- 1923年（大正12年）4月1日：此站至雄琴之間開通[8][10]。
- 1969年（昭和44年）11月1日：車站被廢除[8]。

## 車站構造
叡山站內設有客運和貨運業務（一般車站）。站內設有月台和側線。此站可進行列車交會（停車場）設有1面2線的島式月台。在月台上有一棵樹木。
車站範圍較廣，設有貨物專用月台、木材儲存區和站舍。

## 使用狀況
以下為開業起數年之間的一年上下車人次和貨物起卸量：
| 一年客量和貨物起卸量： | 一年客量和貨物起卸量： | 一年客量和貨物起卸量： | 一年客量和貨物起卸量： | 一年客量和貨物起卸量： | 一年客量和貨物起卸量： |
| 年                     | 旅客                   | 旅客                   | 貨物                   | 貨物                   | 參考資料               |
| 年                     | 乘車                   | 下車                   | 發送                   | 到達                   | 參考資料               |
| ---------------------- | ---------------------- | ---------------------- | ---------------------- | ---------------------- | ---------------------- |
| 1921年                 | 135,746人              | 113,179人              | 26公噸                 | 53公噸                 | [ 16 ]                 |
| 1922年                 | 153,066人              | 132,418人              | 297公噸                | 1,421公噸              | [ 17 ]                 |
| 1923年                 | 132,537人              | 118,054人              | 633公噸                | 1,473公噸              | [ 18 ]                 |
| 1924年                 | 105,838人              | 70,508人               | 487公噸                | 241公噸                | [ 19 ]                 |
| 1931年                 | 62,599人               | 61,475人               | 598公噸                | 1,915公噸              | [ 20 ]                 |
| 1934年                 | 50,939人               | 50,274人               | 346公噸                | 1,554公噸              | [ 21 ]                 |
| 1935年                 | 54,186人               | 53,039人               | 423公噸                | 1,272公噸              | [ 22 ]                 |
| 1936年                 | 53,875人               | 53,051人               | 317公噸                | 1,029公噸              | [ 23 ]                 |

## 車站周邊
車站位於下阪本4丁目路口南邊。在江若鐵道廢線後，此站附近路段變成了湖西線的高架橋路段和國道161號西大津繞道，已經看不見車站痕跡。
另外，湖西線也有一座名為「叡山站」的車站（在1994年該站改名為比叡山坂本站），但是該站的位置比較靠近鄰站日吉站。

## 相鄰車站
江若鐵道
江若鐵道線
滋賀－叡山－日吉

## 注腳

## 相關項目
- 日本鐵路車站列表 E